# Percurso pedestre

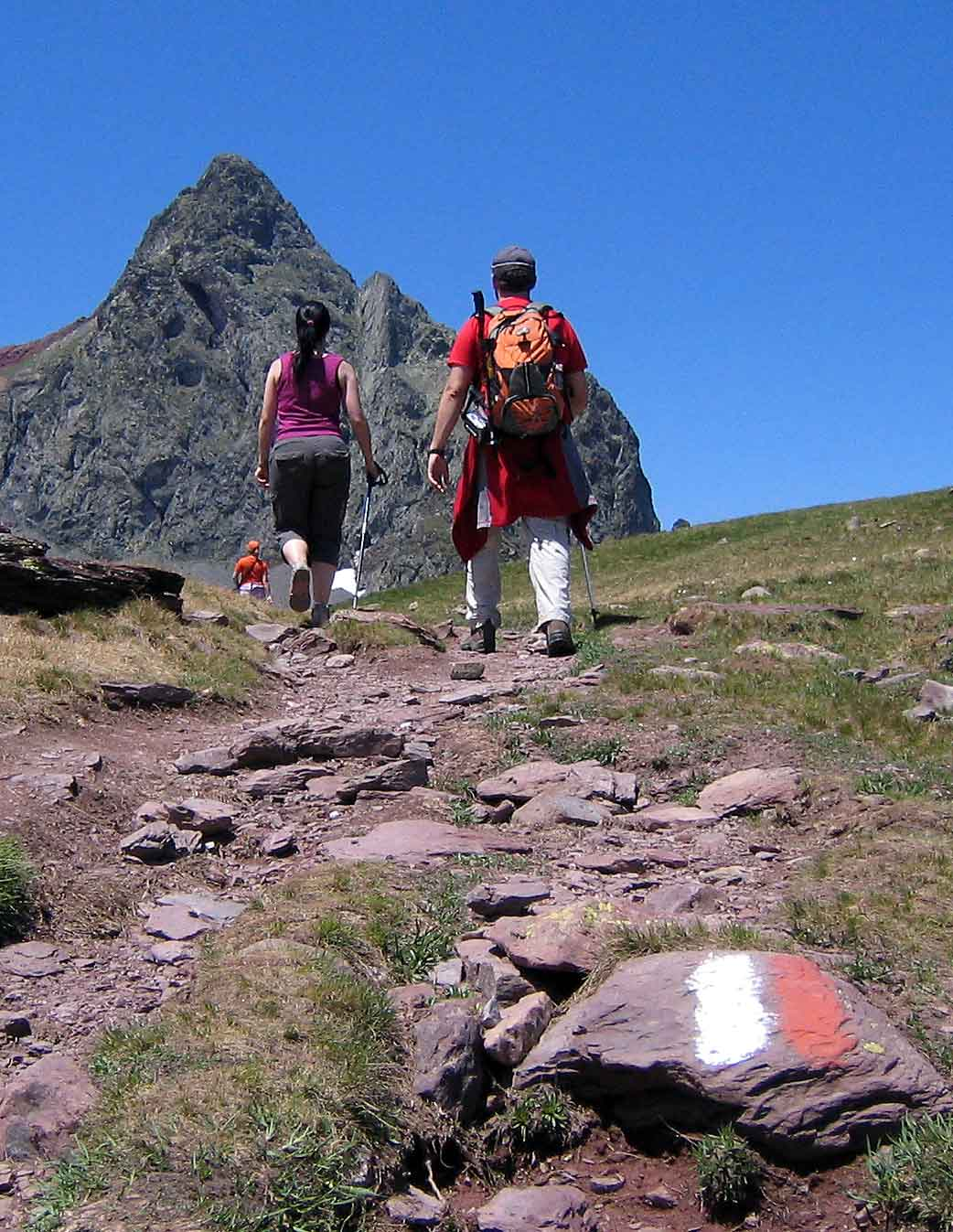
Percurso de grande rota (GR) nos Pirenéus

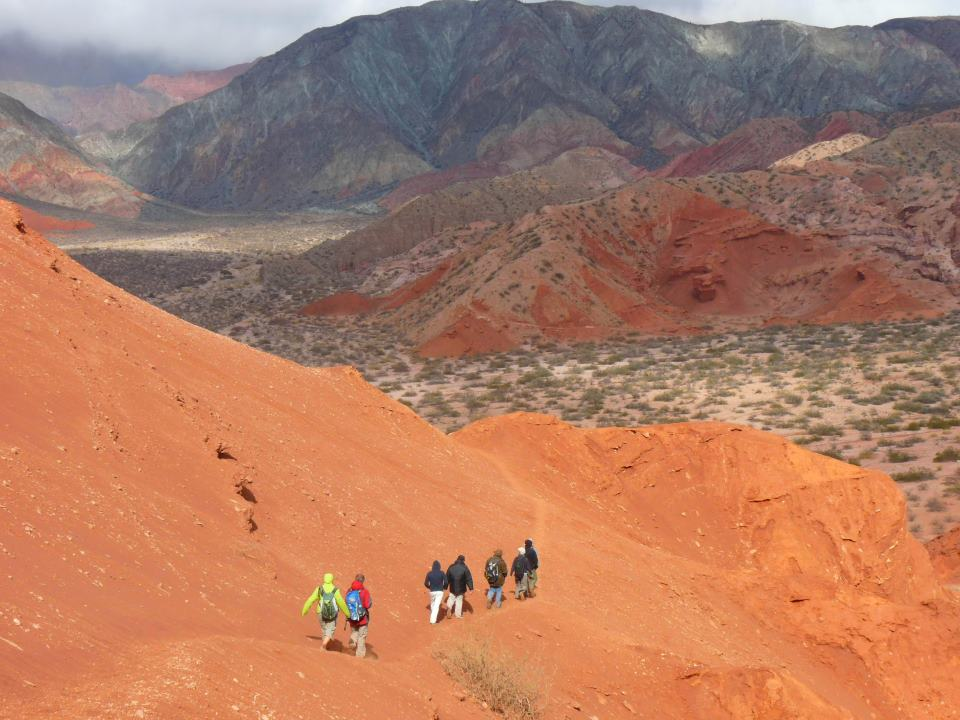
Caminhos

Uma trilha,(pt-BR) ou trilho,(pt-PT?) ou percurso pedestre, é um caminho sem pavimentação asfáltica presente geralmente em meios naturais e rurais, que normalmente se encontra sinalizado com marcas e códigos internacionalmente convencionados conhecidos. São normalmente utilizadas no sistema turístico do ecoturismo.
Antigamente eram apenas caminhos tradicionalmente utilizados no meio rural por determinadas comunidades para se locomoverem. Atualmente, os especialistas (biólogos e ambientalistas) transformaram o uso dos trilhos/trilhas (ou abertura de novos caminhos) em um trabalho científico-pedagógico e paisagístico, com o objetivo de aproximar o visitante a ter contato com o ambiente natural e ter a conscientização ambiental.

## Classificação geral
Podem ser estabelecidas diversos tipos de trilhas, estas podem ser classificadas:
- Quanto ao tamanho: pequena, ou grande;

- Quanto a função: vigilância, recreativa, educativa, interpretativa e, de travessia;
- Quanto à forma: circular, oito, linear e, atalho;
- Quanto à dificuldade: caminhada leve, moderada e, pesada;
- Quanto à declividade: ascendentes, descendentes ou irregulares.
- Quanto a interpretação ambiental: guiadas (monitoradas), ou autoguiadas.

## Tipos

### Em Portugal
Em Portugal, a nível nacional, há dois tipos de percursos pedestres, os chamados de Pequena Rota e os Grande Rota

### Pequena RotaePercursos Locais
- PR, os Pequena Rota, não excedem os 30 km de extensão ou menos de uma jornada a percorrer, e são sinalizados a amarelo e vermelho.
- PL, os Percursos Locais, foram criados em Portugal em 2006, e onde a totalidade, ou mais de metade do trajecto se efectuam em percurso urbano, sinalizados a verde e branco.
  - Lista de percursos pedestres de pequena rota em Portugal

### Grande Rota
- GR, os Grande Rota têm mais de 30 km de extensão ou mais de uma jornada a percorrer, sinalizados a branco e vermelho.
  - Lista de percursos pedestres de grande rota em Portugal

Uma vez homologados pela Federação de Campismo e Montanhismo de Portugal, são marcados nos dois sentidos, segundo as marcas convencionadas.

### Grande Rota Europeia
A nível europeu e baseados nas GR nacionais existem os Trilhos Europeus de Grande Rota (abreviado GRP), que geralmente fazem uma volta em torno de um local ou zona particularmente interessante para permitir assim a descoberta de uma região como no caso do Tour du Mont Blanc.
Na Europa, com o apoio da "Federação Europeia dos Percursos Pedestres" a European Ramblers Association (ERA)  foram traçados 11 percursos europeus.

## Marcação

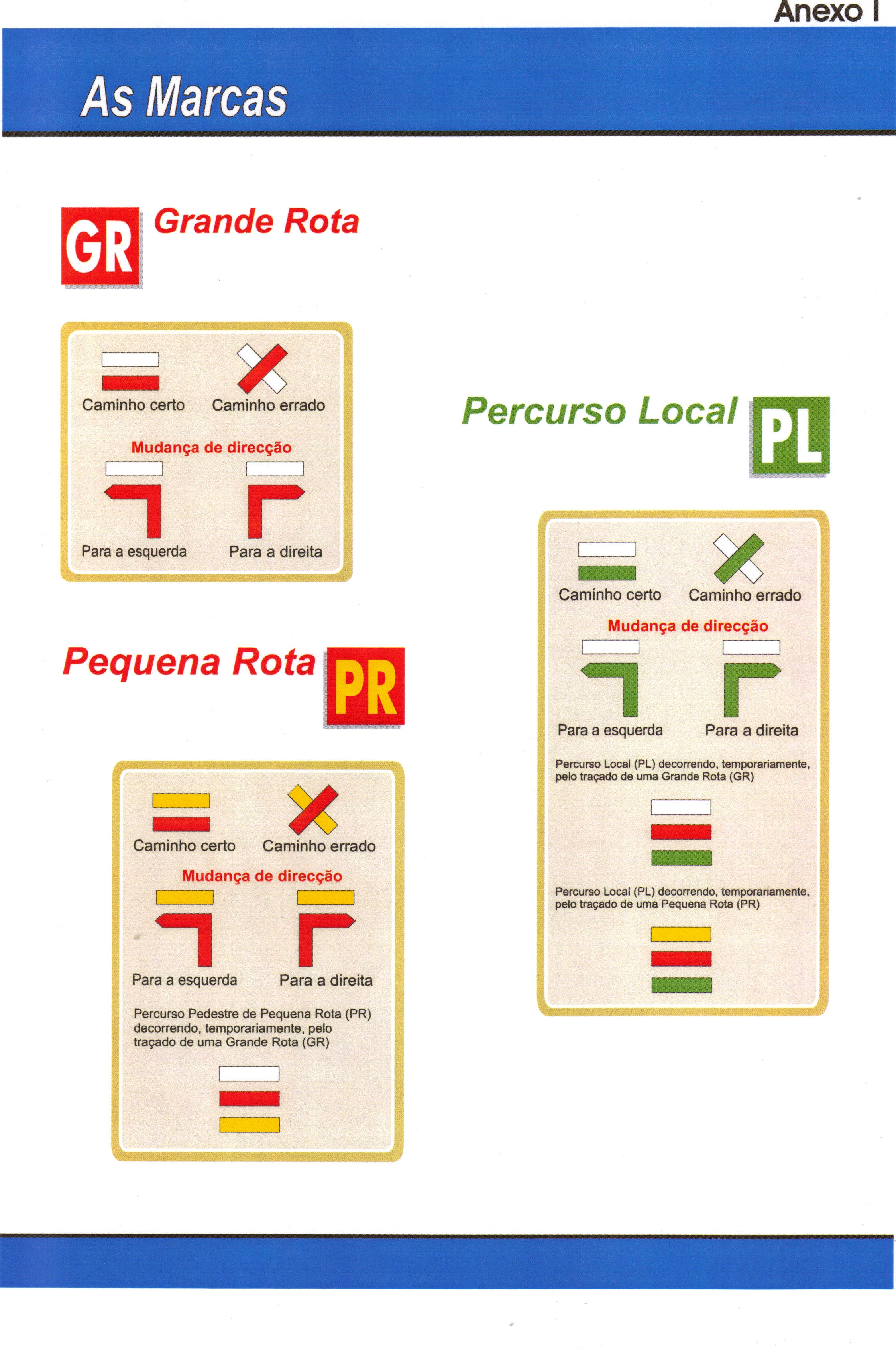
Marcas GR, PR e PL

A marcação dos percursos obedece a um conjunto de normas, que em Portugal foram editadas pela Federação de Campismo e Montanhismo de Portugal. Com o intuito de regular a implementação de percursos pedestres em Portugal foi criado o "Registo Nacional de Percursos Pedestres" que tem por finalidades:
- Registar os percursos pedestres de todas as entidades que a ela recorram
- Atribuir-lhes numeração
- Fazer a sua homologação, de acordo com os pré-requisitos estabelecidos
- Fazer a sua divulgação a nível nacional e internacional

As marcas são semelhantes mudando só a cor, assim:
- Grande Rota (GR) - branco e vermelho
- Pequena Rota (PR) - amarelo e vermelho
- Percursos Locais (PL) - verde e branco.